# Carnivoramorpha
De Carnivoramorpha is een groep zoogdieren die de moderne roofdieren (Carnivora) en de verwante Viverravidae omvat.
Voorheen werden de eerste roofdieren geclassificeerd binnen de Miacoidea. Hierbij werd verondersteld dat Feliformia zich ontwikkelde uit de Viverravidae en de Caniformia uit de Miacidae. Recentere studies wijzen er echter op dat de Viverravidae buiten de eigenlijke Carnivora valt, waarbij de twee groepen samen de Carnivoramorpha vormen. De viverraviden wijken met name in de bouw van het oor af van de eigenlijke carnivoren. Daarnaast blijkt de splitsing tussen de Feliformia en Caniformia pas in de loop van het Midden-Eoceen te hebben plaatsgevonden in plaats van in het Vroeg-Paleoceen, waarbij de Miacidae de stamgroep vormt voor beide groepen. Naast de Viverravidae en Carnivora behoren ook enkele vroege vormen zoals Ravenictis en Africtis tot de Carnivoramorpha.
De Carnivoramorpha vormen samen met de Hyaenodonta en Oxyaenodonta de Pan-Carnivora.

## Classificatie
Carnivoramorpha
- Familie Viverravidae†
- Orde Carnivora
  - Familie Miacidae†
  - Superfamilie Caniformia of Canoidea
  - Superfamilie Feliformia of Feloidea (Aeluroidea)